# Bagisara obscura
Bagisara obscura là một loài bướm đêm trong họ Noctuidae.